# Нікопольська волость
Нікопольска волость — історична адміністративно-територіальна одиниця Катеринославського повіту Катеринославської губернії.
Станом на 1886 рік складалася з 2 поселень, 2 сільських громад. Населення — 7096 осіб (3473 чоловічої статі та 3623 — жіночої), 2779 дворових господарств.
|                    | Площа, десятин | У тому числі орної, дес. |
| ------------------ | -------------- | ------------------------ |
| Сільських громад   | 17835          | 11978                    |
| Казенної власності | 1503           | —                        |
| Іншої власності    | 566            | 300                      |
| Загалом            | 19904          | 12278                    |

Найбільше поселення волості:
- Нікополь — містечко при річках Орловій та Лапінці за 114 верст від повітового міста, 6570 осіб, 1251 двір, 2 школи, салотопний завод, 2 цегельних заводи, 2 лавки. За 4 версти — салотопний завод.